# Amt Volkenroda
Das Amt Volkenroda war eine territoriale Verwaltungseinheit der Ernestinischen Herzogtümer. Es entstand im Jahr 1545 auf Anordnung des sächsischen Herzogs August aus dem säkularisierten Besitz des Klosters Volkenroda. Durch den Naumburger Vertrag kam es 1554 von der albertinischen zur ernestinischen Linie der Wettiner. Nach mehreren Erbteilungen der Ernestinischen Herzogtümer kam das Amt Volkenroda 1645 als Exklave zum Herzogtum Sachsen-Gotha, 1672 zum Herzogtum Sachsen-Gotha-Altenburg und ab 1826 zum Herzogtum Sachsen-Coburg und Gotha. 
Nach der Verwaltungs- und Gebietsreform des Herzogtums Sachsen-Coburg und Gotha im Jahr 1858 blieb das Amt Volkenroda als „Justizamt“ weiter bestehen. Bis zu seiner Auflösung im Jahr 1869 bildete es als Amt den räumlichen Bezugspunkt für die Einforderung landesherrlicher Abgaben und Frondienste, für Polizei, Rechtsprechung und Heeresfolge.

## Geographische Lage
Das Amt Volkenroda lag als Exklave des Herzogtums Sachsen-Gotha am Nordwestrand des Thüringer Beckens, östlich der Stadt Mühlhausen. Der nordwestlichste Amtsort Kleinkeula bildete wiederum eine Exklave des Amts Volkenroda. Das Amt lag zwischen dem Dün und der Mühlhäuser Hardt im Norden und den Heilinger Höhen im Süden. Im Gebiet lagen der Schlotheimer Graben und der Volkenroder Wald. Bei Pöthen entspringt die Notter, ein linker Nebenfluss der Unstrut.
Die Orte des ehemaligen Amts Volkenroda liegen heute im Nordwesten von Thüringen und gehören zum Unstrut-Hainich-Kreis.

## Angrenzende Verwaltungseinheiten

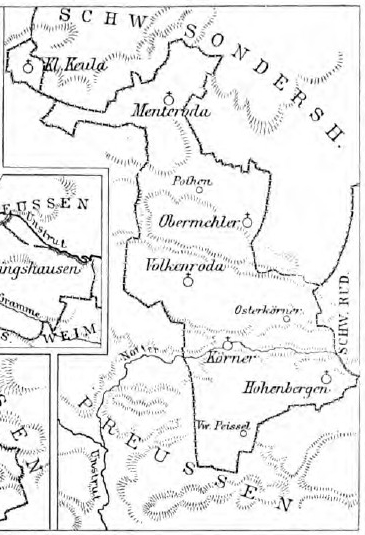
Das Amt Volkenroda

Seit der Gründung des Herzogtums Sachsen-Gotha-Altenburg im Jahr 1672 bzw. der Landesteilung 1680 grenzte das Amt Volkenroda als nördlichste Exklave des Herzogtums an folgende Verwaltungseinheiten: 
- Norden und Nordosten: Fürstentum Schwarzburg-Sondershausen (Unterherrschaft)
- Osten: Exklave Schlotheim (Fürstentum Schwarzburg-Rudolstadt, Unterherrschaft)
- Süden: Amt Langensalza (1815 zum preußischen Landkreis Langensalza), Exklave Bothenheilingen (zum Amt Ebeleben (Fürstentum Schwarzburg-Sondershausen, Unterherrschaft), 1815 zum preußischen Landkreis Langensalza)
- Westen: Reichsstadt Mühlhausen (1802/03 zu Preußen, 1807 zum Königreich Westphalen, 1815 endgültig zu Preußen)

Der im Nordwesten des Amts gelegene Ort Kleinkeula bildete innerhalb der Exklave Volkenroda wiederum eine Exklave. Er grenzte im Norden an die Exklave Zaunröden des kursächsischen Amts Langensalza (1815 zu Preußen), im Osten und Südosten an die Schwarzburg-Sondershäuser Unterherrschaft, im Südwesten an die Reichsstadt Mühlhausen (1802/03 zu Preußen, 1807 zum Königreich Westphalen, 1815 endgültig zu Preußen) und im Westen an das kurmainzische Eichsfeld (1802/03 zu Preußen, 1807 zum Königreich Westphalen, 1813 endgültig zu Preußen).

## Geschichte

### Die Reichsburg Volkenroda
Durch Volkenroda verlief bereits seit frühgeschichtlicher Zeit eine Altstraße aus dem zentralen Thüringer Becken nach Nordwesten, welche durch zwei Wallburgen in Volkenroda und dem benachbarten Schlotheim überwacht wurde. Die beiden Burgen gehörten zu den etwa 20 Großburgen und befestigten Königshöfen, die im 11. Jahrhundert in Nordthüringen und am Rand des Harzes durch die königliche Zentralgewalt errichtet oder ausgebaut wurden. Die Reichsburg Volkenroda entstand im Areal der älteren Wallburg. Als Folge des Sachsenkrieges, einem Aufstand sächsischer und thüringischer Adeliger gegen den König Heinrich IV., erfolgte 1073 die Belagerung und 1075 die Zerstörung der Burg „Volkenroth“ durch Aufständische. Nach dem Ende des Aufstandes erhielt der spätere Landgraf Ludwig I. die Vogteirechte über den Burgbezirk. Der militärische Wert der Burg war durch die Fortentwicklung der im benachbarten Schlotheim gelegenen Burg der Herren von Schlotheim ersetzt worden. Das Dorf Volkenroda zählte zu dieser Zeit zur Herrschaft der Schlotheimer, die als Ministerialen und Hofbeamte der Thüringer Landgrafen dienten.

### Das Kloster Volkenroda
1130 erwarb eine Helinburg aus dem Grafengeschlecht von Beichlingen den Ort Volkenroda und stiftete das erste Zisterzienserkloster Thüringens. Auf dem nördlichen Gelände der einstigen Pfalzburg Volkenroda erfolgte 1131 die Gründung des Klosters Volkenroda als Tochtergründung des Klosters Kamp. Zur Ausstattung des Klosters gehörten u. a. die Orte Österkörner und Pöthen. Durch zahlreiche Schenkungen und Rechte sowie durch Zukauf wurde Volkenroda bald zu einem der reichsten und angesehensten Klöster in Nordthüringen. Mehrere deutsche Könige und Kaiser verliehen Volkenroda das Marktrecht, die Thüringer Landgrafen hatten als Schutzvögten das Fortbestehen zu sichern. Der Einfluss in der Region stieg im 14. Jahrhundert durch die Erwerbung der Burg Körner und eines Freigut in der Stadt Mühlhausen. Aus dem Besitz der Herren von Körner kam auch Hohenbergen im Jahr 1433 zum Kloster hinzu. Durch die Teilnahme an den Fehden und Kämpfen mit den Nachbarherrschaften, u. a. mit der Reichsstadt Mühlhausen, geriet das Kloster im Verlauf des 14. Jahrhunderts in Verfall.
Mit der Leipziger Teilung des Herzogtums Sachsen, zu welchem das Kloster als Teil der wettinischen Landgrafschaft Thüringen seit dem Thüringer Erbfolgekrieg (1247–1264) gehörte, kam das Kloster im Jahr 1485 zum albertinischen Gebietsteil. Im Deutschen Bauernkrieg kam es 1525 unter dem Mühlhäuser Prediger und Bauernkriegsführer Heinrich Pfeiffer zu Aufständen und Plünderungen, u. a. des Klosters Volkenroda. 
Der sächsisch-albertinische Herzog Georg der Bärtige, der dem katholischen Glauben treu geblieben war, ordnete als Landesherr den unverzüglichen Wiederaufbau des Klosters an. Da in der weiteren Abfolge der Ereignisse seine Nachfolger dem Beispiel anderer protestantischer Landesherren folgten, wurde nach der Einführung der Reformation  das Volkenrodaer Kloster im Jahr 1540 die endgültig aufgehoben. Der größere Teil des Besitzes wurde von der Reichsstadt Mühlhausen erworben und als Landgüter an Adelige und Patrizier verpachtet. Das Klostergelände und der Klosterwald blieben im Besitz der sächsischen Fürsten, welche der letzte Abt des Klosters 1543 an den albertinischen Herzog Moritz von Sachsen übergab. 1544 fielen sie seinem Nachfolger August zu, welcher ab 1553 als Kurfürst von Sachsen regierte.

### Das sächsische Amt Volkenroda
Auf Anordnung des sächsischen Herzogs August wurde um 1545 aus dem säkularisierten Klosterbesitz und den angrenzenden Ländereien das sächsische „Amt Volkenroda“ gebildet. Es bestand neben Volkenroda aus den Orten Hohenbergen, Kleinkeula, Körner, Menteroda, Obermehler, Österkörner und Pöthen. Der Sitz des Amtsvogtes von Volkenroda befand sich auf dem Klostergelände, als erster Verwaltungsbeamter ist Georg von Hering bekannt. Das Klostergut wurde als herzogliches Kammergut fortgeführt. Kurfürst August trat das Amt und Kammergut Volkenroda im Naumburger Vertrag 1554 an die drei regierenden Herzöge der Ernestiner ab.
Nach der Erfurter Teilung des ernestinischen Herzogtums Sachsen im Jahr 1572 gehörte das Amt Volkenroda zum Herzogtum Sachsen-Coburg-Eisenach und nach dessen Teilung ab 1596 zum Herzogtum Sachsen-Eisenach. In der Folgezeit gehörte das Amt ab 1633 wieder zum Herzogtum Sachsen-Coburg-Eisenach, ab 1638 zum Herzogtum Sachsen-Weimar und nach dessen Teilung im Jahr 1640 wieder zum Herzogtum Sachsen-Eisenach. Nach dem Tod von Herzog Albrecht von Sachsen-Eisenach im Jahr 1644 wurde das Herzogtum geteilt, sodass das Amt Volkenroda seit 1645 als Exklave zu Sachsen-Gotha gehörte, welches 1672 zum Herzogtum Sachsen-Gotha-Altenburg wurde. Nach dem „Gothaer Hauptrezess“ im Jahr 1680 verblieb das Amt beim stark verkleinerten Herzogtum Sachsen-Gotha-Altenburg.
Nach dem Aussterben der Linie Sachsen-Gotha-Altenburg kam es mit dem Teilungsvertrag zu Hildburghausen vom 12. November 1826 zur umfassenden Neugliederung der Ernestinischen Herzogtümer. Dabei kam das Amt Volkenroda als Teil von Sachsen-Gotha zum Herzogtum Sachsen-Coburg und Gotha, dessen beide Landesteile fortan in Personalunion regiert wurden. Bei der im Jahr 1830 erfolgten Verwaltungsreform wurde das Amt Volkenroda in „Justizamt Volkenroda“ umbenannt. Aufgrund seiner entfernten Lage als Exklave behielt das Justizamt aber seine Verwaltungsbefugnisse auch nach der Trennung von Verwaltung und Justiz in den Unterbehörden des Herzogtums Sachsen-Gotha im Jahr 1858 bei. Erst 1869 erfolgte die Auflösung des Justizamts Volkenroda. Es kam in Verwaltungsaufgaben zum Landratsamt Gotha, in Justizaufgaben zum Justizamt Tonna. Im Jahr 1879 wurden die Gothaischen Justizämter in Amtsgerichte umgewandelt. Dabei übernahm das Amtsgericht Tonna die Justizaufgaben des Justizamts Tonna.

## Zugehörige Orte
Dörfer
| - Hohenbergen - Kleinkeula (Exklave) - Körner - Menteroda | - Obermehler - Österkörner - Pöthen - Volkenroda |

Klöster und Burgen
- Kloster Volkenroda
- Burg Volkenroda
- Burg Körner